# Grand Prix Formule 1 van Spanje 2012
De Grand Prix Formule 1 van Spanje 2012 werd gehouden op 13 mei 2012 op het Circuit de Catalunya. Het was de vijfde race uit het kampioenschap.

## Wedstrijdverloop

### Kwalificatie
Lewis Hamilton reed in de  McLaren de snelste tijd in Q3 echter in zijn uitloopronde zette Hamilton zijn auto langs de baan stil om genoeg benzine over te houden voor technisch onderzoek van de benzine. De reglementen schrijven voor dat een coureur na afloop van de kwalificatie rijdend naar de pits moet komen. Hamilton had hier niet aan voldaan, en hij werd verwezen naar de laatste plek op de grid. Maldonado kreeg hierdoor de pole position in de schoot geworpen. Pastor Maldonado zette voor Williams een verrassende tweede tijd neer, het is de eerste keer in zijn carrière dat hij vanaf de eerste rij start. Fernando Alonso kwalificeerde zich als derde voor Ferrari. De Lotus-coureurs Romain Grosjean en Kimi Räikkönen kwalificeerden zich als vierde en vijfde. Sergio Pérez kwalificeerde zich als zesde voor Sauber, terwijl zijn teamgenoot Kamui Kobayashi aan het eind van Q2 stilviel en niet meedeed aan de kwalificatie, waardoor hij tiende werd. Nico Rosberg zette zijn Mercedes op de zevende plaats neer. Zijn teamgenoot Michael Schumacher en Red Bull-coureur Sebastian Vettel kozen ervoor om in Q3 geen tijd neer te zetten, waardoor ze respectievelijk als negende en achtste eindigden. Achteraan de grid kwalificeerde HRT-coureur Narain Karthikeyan zich niet binnen de 107%. Hij mocht de race echter wel starten.

### Race
Pastor Maldonado won ook de race, het was zijn eerste Formule 1-overwinning en de eerste overwinning voor Williams sinds de Grand Prix van Brazilië 2004 met Juan Pablo Montoya. Hiermee hebben vijf verschillende coureurs van vijf verschillende teams de eerste vijf races van het seizoen gewonnen. Fernando Alonso eindigde voor Ferrari als tweede en Kimi Räikkönen maakte met zijn derde plek voor Lotus het podium compleet. Zijn teamgenoot Romain Grosjean eindigde de race als vierde. Kamui Kobayashi evenaarde zijn beste resultaat voor Sauber met een vijfde plaats. Sebastian Vettel haalde in de laatste ronden nog Nico Rosberg en Lewis Hamilton in, waardoor hij zesde werd en Rosberg en Hamilton respectievelijk zevende en achtste. Jenson Button en Force India-coureur Nico Hülkenberg verdelen de laatste punten. Michael Schumacher reed in de dertiende ronde achter op de auto van Williams-coureur Bruno Senna, waardoor beiden de race moesten staken. Schumacher kreeg hiervoor vijf plaatsen straf op de grid van de volgende race, de Grand Prix Formule 1 van Monaco 2012.

## Vrije trainingen
- Er wordt enkel de top 5 weergegeven.

| Vrije training 1 | Pos | No | Coureur          | Constructeur            | Tijd     |
| ---------------- | --- | -- | ---------------- | ----------------------- | -------- |
| Vrije training 1 | 1   | 5  | Fernando Alonso  | Ferrari                 | 1:24.430 |
| Vrije training 1 | 2   | 1  | Sebastian Vettel | Red Bull Racing-Renault | 1:24.808 |
| Vrije training 1 | 3   | 14 | Kamui Kobayashi  | Sauber-Ferrari          | 1:24.912 |
| Vrije training 1 | 4   | 3  | Jenson Button    | McLaren-Mercedes        | 1:24.996 |
| Vrije training 1 | 5   | 19 | Valtteri Bottas  | Williams-Renault        | 1:25.120 |
| Vrije training 2 | Pos | No | Coureur          | Constructeur            | Tijd     |
| Vrije training 2 | 1   | 3  | Jenson Button    | McLaren-Mercedes        | 1:23.399 |
| Vrije training 2 | 2   | 1  | Sebastian Vettel | Red Bull Racing-Renault | 1:23.563 |
| Vrije training 2 | 3   | 8  | Nico Rosberg     | Mercedes                | 1:23.771 |
| Vrije training 2 | 4   | 4  | Lewis Hamilton   | McLaren-Mercedes        | 1:23.909 |
| Vrije training 2 | 5   | 9  | Kimi Räikkönen   | Lotus-Renault           | 1:23.918 |
| Vrije training 3 | Pos | No | Coureur          | Constructeur            | Tijd     |
| Vrije training 3 | 1   | 1  | Sebastian Vettel | Red Bull Racing-Renault | 1:23.168 |
| Vrije training 3 | 2   | 18 | Pastor Maldonado | Williams-Renault        | 1:23.336 |
| Vrije training 3 | 3   | 14 | Kamui Kobayashi  | Sauber-Ferrari          | 1:23.350 |
| Vrije training 3 | 4   | 2  | Mark Webber      | Red Bull Racing-Renault | 1:23.578 |
| Vrije training 3 | 5   | 15 | Sergio Pérez     | Sauber-Ferrari          | 1:23.742 |

Testcoureurs:
- Valtteri Bottas (Williams-Renault; P5)
- Jules Bianchi (Force India-Mercedes; P18)
- Alexander Rossi (Caterham-Renault; P21)
- Dani Clos (HRT-Cosworth; P24)

## Kwalificatie
| Pos                 | No | Coureur            | Constructeur            | Q1       | Q2       | Q3        | Grid |
| ------------------- | -- | ------------------ | ----------------------- | -------- | -------- | --------- | ---- |
| 1                   | 18 | Pastor Maldonado   | Williams-Renault        | 1:23.380 | 1:22.105 | 1:22.285  | 1    |
| 2                   | 5  | Fernando Alonso    | Ferrari                 | 1:23.276 | 1:22.862 | 1:22.302  | 2    |
| 3                   | 10 | Romain Grosjean    | Lotus-Renault           | 1:23.248 | 1:22.667 | 1:22.424  | 3    |
| 4                   | 9  | Kimi Räikkönen     | Lotus-Renault           | 1:23.406 | 1:22.856 | 1:22.487  | 4    |
| 5                   | 15 | Sergio Pérez       | Sauber-Ferrari          | 1:24.261 | 1:22.773 | 1:22.533  | 5    |
| 6                   | 8  | Nico Rosberg       | Mercedes                | 1:23.370 | 1:22.882 | 1:23.005  | 6    |
| 7                   | 1  | Sebastian Vettel   | Red Bull Racing-Renault | 1:23.850 | 1:22.884 | geen tijd | 7    |
| 8                   | 7  | Michael Schumacher | Mercedes                | 1:23.757 | 1:22.904 | geen tijd | 8    |
| 9                   | 14 | Kamui Kobayashi    | Sauber-Ferrari          | 1:23.386 | 1:22.897 | geen tijd | 9    |
| 10                  | 3  | Jenson Button      | McLaren-Mercedes        | 1:23.510 | 1:22.944 |           | 10   |
| 11                  | 2  | Mark Webber        | Red Bull Racing-Renault | 1:23.592 | 1:22.977 |           | 11   |
| 12                  | 11 | Paul di Resta      | Force India-Mercedes    | 1:23.852 | 1:23.125 |           | 12   |
| 13                  | 12 | Nico Hülkenberg    | Force India-Mercedes    | 1:23.720 | 1:23.177 |           | 13   |
| 14                  | 17 | Jean-Éric Vergne   | STR-Ferrari             | 1:24.362 | 1:23.265 |           | 14   |
| 15                  | 16 | Daniel Ricciardo   | STR-Ferrari             | 1:23.906 | 1:23.442 |           | 15   |
| 16                  | 6  | Felipe Massa       | Ferrari                 | 1:23.886 | 1:23.444 |           | 16   |
| 17                  | 19 | Bruno Senna        | Williams-Renault        | 1:24.981 |          |           | 17   |
| 18                  | 21 | Vitali Petrov      | Caterham–Renault        | 1:25.277 |          |           | 18   |
| 19                  | 20 | Heikki Kovalainen  | Caterham–Renault        | 1:25.507 |          |           | 19   |
| 20                  | 25 | Charles Pic        | Marussia–Cosworth       | 1:26.582 |          |           | 20   |
| 21                  | 24 | Timo Glock         | Marussia–Cosworth       | 1:27.032 |          |           | 21   |
| 22                  | 22 | Pedro de la Rosa   | HRT–Cosworth            | 1:27.555 |          |           | 22   |
| 107% tijd: 1:28.363 |    |                    |                         |          |          |           |      |
| 23                  | 23 | Narain Karthikeyan | HRT–Cosworth            | 1:38.314 |          |           | 23   |
| 24                  | 4  | Lewis Hamilton     | McLaren-Mercedes        | 1:22.583 | 1:22.465 | 1:21.707  | 24   |

## Race
| Pos | No | Coureur            | Constructeur            | Rondes | Tijd/Oorzaak uitval | Grid | Punten |
| --- | -- | ------------------ | ----------------------- | ------ | ------------------- | ---- | ------ |
| 1   | 18 | Pastor Maldonado   | Williams-Renault        | 66     | 1:39:09.145         | 1    | 25     |
| 2   | 5  | Fernando Alonso    | Ferrari                 | 66     | +3.195              | 2    | 18     |
| 3   | 9  | Kimi Räikkönen     | Lotus-Renault           | 66     | +3.884              | 4    | 15     |
| 4   | 10 | Romain Grosjean    | Lotus-Renault           | 66     | +14.799             | 3    | 12     |
| 5   | 14 | Kamui Kobayashi    | Sauber-Ferrari          | 66     | +1:04.641           | 9    | 10     |
| 6   | 1  | Sebastian Vettel   | Red Bull Racing-Renault | 66     | +1:07.576           | 7    | 8      |
| 7   | 8  | Nico Rosberg       | Mercedes                | 66     | +1:17.919           | 6    | 6      |
| 8   | 4  | Lewis Hamilton     | McLaren-Mercedes        | 66     | +1:18.140           | 24   | 4      |
| 9   | 3  | Jenson Button      | McLaren-Mercedes        | 66     | +1:25.246           | 10   | 2      |
| 10  | 12 | Nico Hülkenberg    | Force India-Mercedes    | 65     | +1 ronde            | 13   | 1      |
| 11  | 2  | Mark Webber        | Red Bull Racing-Renault | 65     | +1 ronde            | 11   |        |
| 12  | 17 | Jean-Éric Vergne   | STR-Ferrari             | 65     | +1 ronde            | 14   |        |
| 13  | 16 | Daniel Ricciardo   | STR-Ferrari             | 65     | +1 ronde            | 15   |        |
| 14  | 11 | Paul di Resta      | Force India-Mercedes    | 65     | +1 ronde            | 12   |        |
| 15  | 6  | Felipe Massa       | Ferrari                 | 65     | +1 ronde            | 16   |        |
| 16  | 20 | Heikki Kovalainen  | Caterham-Renault        | 65     | +1 ronde            | 19   |        |
| 17  | 21 | Vitali Petrov      | Caterham-Renault        | 65     | +1 ronde            | 18   |        |
| 18  | 24 | Timo Glock         | Marussia-Cosworth       | 64     | +2 ronden           | 21   |        |
| 19  | 22 | Pedro de la Rosa   | HRT-Cosworth            | 63     | +3 ronden           | 22   |        |
| DNF | 15 | Sergio Pérez       | Sauber-Ferrari          | 37     | Wiel                | 5    |        |
| DNF | 25 | Charles Pic        | Marussia-Cosworth       | 35     | Mechanisch          | 20   |        |
| DNF | 23 | Narain Karthikeyan | HRT-Cosworth            | 22     | Mechanisch          | 23   |        |
| DNF | 19 | Bruno Senna        | Williams-Renault        | 12     | Botsing             | 17   |        |
| DNF | 7  | Michael Schumacher | Mercedes                | 12     | Botsing             | 8    |        |

## Standen na de Grand Prix
- Er wordt enkel de top 5 weergegeven.

### Coureurs
| Positie | Nummer | Rijder           | Team                    | Punten |
| ------- | ------ | ---------------- | ----------------------- | ------ |
| 1       | 1      | Sebastian Vettel | Red Bull Racing-Renault | 61     |
| 2       | 5      | Fernando Alonso  | Ferrari                 | 61     |
| 3       | 4      | Lewis Hamilton   | McLaren-Mercedes        | 53     |
| 4       | 9      | Kimi Räikkönen   | Lotus-Renault           | 49     |
| 5       | 2      | Mark Webber      | Red Bull Racing-Renault | 48     |

### Constructeurs
| Positie | Nummers | Team                    | Rijders                         | Punten |
| ------- | ------- | ----------------------- | ------------------------------- | ------ |
| 1       | 1 2     | Red Bull Racing-Renault | Sebastian Vettel Mark Webber    | 109    |
| 2       | 3 4     | McLaren-Mercedes        | Jenson Button Lewis Hamilton    | 98     |
| 3       | 9 10    | Lotus-Renault           | Kimi Räikkönen Romain Grosjean  | 84     |
| 4       | 5 6     | Ferrari                 | Fernando Alonso Felipe Massa    | 63     |
| 5       | 7 8     | Mercedes                | Michael Schumacher Nico Rosberg | 43     |

## Noot
- Dit was de eerste pole position, eerste rondes als raceleider, eerste podiumplaats en eerste Grand Prix-winst (en zodoende de eerste 'dubbel') voor Pastor Maldonado en voor een Venezolaanse coureur.
- Eerste snelste ronde voor Romain Grosjean.

1913 · 1923 · 1926 · 1927 · 1933 · 1934 · 1935 · 1951 · 1954 · 1967 · 1968 · 1969 · 1970 · 1971 · 1972 · 1973 · 1974 · 1975 · 1976 · 1977 · 1978 · 1979 · 1980 · 1981 · 1986 · 1987 · 1988 · 1989 · 1990 · 1991 · 1992 · 1993 · 1994 · 1995 · 1996 · 1997 · 1998 · 1999 · 2000 · 2001 · 2002 · 2003 · 2004 · 2005 · 2006 · 2007 · 2008 · 2009 · 2010 · 2011 · 2012 · 2013 · 2014 · 2015 · 2016 · 2017 · 2018 · 2019 · 2020 · 2021 · 2022 · 2023 · 2024 · 2025 · 2026